# A Chicago Hope Kórház epizódjainak listája
Ez a cikk a Chicago Hope Kórház című sorozat epizódjait listázza.

## Évados áttekintés
| Évad | Évad | Epizódok | Eredeti sugárzás     | Eredeti sugárzás | Eredeti adó |
| Évad | Évad | Epizódok | Évadpremier          | Évadfinálé       | Eredeti adó |
| ---- | ---- | -------- | -------------------- | ---------------- | ----------- |
|      | 1    | 22       | 1994. szeptember 18. | 1995. május 22.  |             |
|      | 2    | 23       | 1995. szeptember 18. | 1996. május 20.  |             |
|      | 3    | 26       | 1996. szeptember 16. | 1997. május 19.  |             |
|      | 4    | 24       | 1997. október 1.     | 1998. május 13.  |             |
|      | 5    | 24       | 1998. szeptember 30. | 1999. május 19.  |             |
|      | 6    | 22       | 1999. szeptember 23. | 2000. május 4.   |             |

## 1. évad (1994-1995)
| Sor. | Év. | Cím                         | Rendező          | Író | Premier              | Nézettség    |
| ---- | --- | --------------------------- | ---------------- | --- | -------------------- | ------------ |
| 1.   | 1.  | Pilot                       | Michael Pressman | David E. Kelley | 1994. szeptember 18. | 22,50 millió |
| 2.   | 2.  | Over the Rainbow            | Michael Dinner   | David E. Kelley | 1994. szeptember 22. | 14,80 millió |
| 3.   | 3.  | Food Chains                 | Jeremy Kagan     | David E. Kelley | 1994. szeptember 29. | 12,90 millió |
| 4.   | 4.  | With the Greatest of Ease   | James Frawley    | David E. Kelley | 1994. október 6.     | 16,50 millió |
| 5.   | 5.  | You Gotta Have Heart        | Tim Hunter       | Michael Braverman | 1994. október 13.    | 14,80 millió |
| 6.   | 6.  | Shutt Down                  | Steve Miner      | Történet: Michael Nankin és Michael Braverman Tévéjáték: Michael Braverman                                            | 1994. október 20.    | 16,30 millió |
| 7.   | 7.  | Genevieve and Fat Boy       | Oz Scott         | Michael Nankin és Dennis Cooper                                                                                       | 1994. november 3.    | 16,50 millió |
| 8.   | 8.  | Death Be Proud              | Michael Schultz  | Dennis Cooper | 1994. november 10.   | 16,20 millió |
| 9.   | 9.  | Heartbreak                  | Bill D'Elia      | Michael Nankin | 1995. január 1.      | 20,30 millió |
| 10.  | 10. | The Quarantine              | Thomas Schlamme  | David E. Kelley | 1995. január 2.      | 19,70 millió |
| 11.  | 11. | Love and Hope               | Michael Dinner   | David E. Kelley | 1995. január 9.      | 19,00 millió |
| 12.  | 12. | Great White Hope            | Claudia Weill    | John Tinker | 1995. január 16.     | 20,30 millió |
| 13.  | 13. | Small Sacrifices            | David Hugh Jones | David E. Kelley | 1995. január 23.     | 21,60 millió |
| 14.  | 14. | Cutting Edges               | Mark Tinker      | David E. Kelley, Dennis Cooper és Toni Graphia                                                                        | 1995. február 6.     | 18,70 millió |
| 15.  | 15. | Life Support                | Lou Antonio      | Történet: John Tinker Tévéjáték: John Tinker és David E. Kelley                                                       | 1995. február 13.    | 17,00 millió |
| 16.  | 16. | Freeze Outs                 | Dennis Dugan     | David E. Kelley és Dennis Cooper                                                                                      | 1995. február 20.    | 16,20 millió |
| 17.  | 17. | Growth Pains                | Thomas Schlamme  | David E. Kelley | 1995. február 27.    | 20,00 millió |
| 18.  | 18. | Informed Consent            | Bill D'Elia      | Történet: Kim Newton és David E. Kelley Tévéjáték: David E. Kelley, John Tinker és Dennis Cooper                      | 1995. március 13.    | 19,00 millió |
| 19.  | 19. | Internal Affairs            | Michael Dinner   | Történet: Wayne W. Grady és David E. Kelley Tévéjáték: David E. Kelley                                                | 1995. március 20.    | 19,50 millió |
| 20.  | 20. | The Virus                   | James C. Hart    | Történet: Thomas M. Heric, Gareth Wootton és David E. Kelley Tévéjáték: John Tinker, Dennis Cooper és David E. Kelley | 1995. május 8.       | 15,40 millió |
| 21.  | 21. | Full Moon                   | James Frawley    | David E. Kelley és Dennis Cooper                                                                                      | 1995. május 15.      | 12,20 millió |
| 22.  | 22. | Songs from the Cuckoo Birds | Michael Dinner   | David E. Kelley | 1995. május 22.      | 17,00 millió |

## 2. évad (1995-1996)
| Sor. | Év. | Cím                          | Rendező            | Író                                                             | Premier              | Nézettség    |
| ---- | --- | ---------------------------- | ------------------ | --------------------------------------------------------------- | -------------------- | ------------ |
| 23.  | 1.  | Hello Goodbye                | Michael Dinner     | David E. Kelley                                                 | 1995. szeptember 18. | 18,30 millió |
| 24.  | 2.  | Rise from the Dead           | Donald Petrie      | John Tinker                                                     | 1995. szeptember 25. | 16,60 millió |
| 25.  | 3.  | A Coupla Stiffs              | Jerry London       | John Tinker                                                     | 1995. október 2.     | 16,30 millió |
| 26.  | 4.  | Every Day a Little Death     | James Frawley      | Patricia Green                                                  | 1995. október 9.     | 16,50 millió |
| 27.  | 5.  | Wild Cards                   | Michael Schultz    | Sara B. Charno                                                  | 1995. október 16.    | 17,30 millió |
| 28.  | 6.  | Who Turned Out the Lights?   | Joe Napolitano     | John Tinker                                                     | 1995. október 30.    | 16,00 millió |
| 29.  | 7.  | From Soup to Nuts            | Lou Antonio        | David E. Kelley, Jennifer Levin és John Tinker                  | 1995. november 6.    | 16,90 millió |
| 30.  | 8.  | Leave of Absence             | Jeremy Kagan       | David E. Kelley                                                 | 1995. november 13.   | 21,40 millió |
| 31.  | 9.  | Stand                        | Mel Damski         | Kevin Arkadie                                                   | 1995. november 20.   | 17,40 millió |
| 32.  | 10. | The Ethics of Hope           | Michael W. Watkins | David E. Kelley                                                 | 1995. november 27.   | 19,40 millió |
| 33.  | 11. | Christmas Truce              | James C. Hart      | Kevin Arkadie                                                   | 1995. december 11.   | 17,70 millió |
| 34.  | 12. | Transplanted Affection       | Michael Dinner     | David E. Kelley                                                 | 1996. január 8.      | 21,20 millió |
| 35.  | 13. | Three Men and a Lady         | Thomas Schlamme    | John Tinker                                                     | 1996. január 15.     | 18,80 millió |
| 36.  | 14. | Right to Life                | Adam Arkin         | Patricia Green                                                  | 1996. január 22.     | 19,30 millió |
| 37.  | 15. | Hearts and Minds             | Martin Davidson    | John Tinker                                                     | 1996. február 5.     | 17,30 millió |
| 38.  | 16. | Women on the Verge           | Rodman Flender     | Történet: Jessie Nelson és John Tinker Tévéjáték: John Tinker   | 1996. február 12.    | 17,70 millió |
| 39.  | 17. | Life Lines                   | Dennie Gordon      | Jennifer Levin és Sara B. Charno                                | 1996. február 26.    | 16,70 millió |
| 40.  | 18. | Sexual Perversity            | Bill D'Elia        | Jennifer Levin és Sara B. Charno                                | 1996. március 11.    | 17,20 millió |
| 41.  | 19. | Sweet Surrender              | Michael Engler     | Mary A. Byrd                                                    | 1996. március 18.    | 15,60 millió |
| 42.  | 20. | The Parent Rap               | Arvin Brown        | Kevin Arkadie, Sara B. Charmo és Jennifer Levin                 | 1996. április 29.    | 12,90 millió |
| 43.  | 21. | Quiet Riot                   | Randy Roberts      | Peter Berg                                                      | 1996. május 6.       | 15,30 millió |
| 44.  | 22. | Ex Marks the Spot            | Michael W. Watkins | Kevin Arkadie és Patricia Green                                 | 1996. május 13.      | 14,70 millió |
| 45.  | 23. | Last One Out, Get the Lights | Bill D'Elia        | Történet: Thomas M. Heric és John Tinker Tévéjáték: John Tinker | 1996. május 20.      | 15,90 millió |

## 3. évad (1996-1997)
| Sor. | Év. | Cím                        | Rendező                | Író                                                                             | Premier              | Nézettség    |
| ---- | --- | -------------------------- | ---------------------- | ------------------------------------------------------------------------------- | -------------------- | ------------ |
| 46.  | 1.  | Out of Africa              | Bill D'Elia            | John Tinker                                                                     | 1996. szeptember 16. | 16,70 millió |
| 47.  | 2.  | Back to the Future         | Bill D'Elia            | John Tinker                                                                     | 1996. szeptember 23. | 15,10 millió |
| 48.  | 3.  | Papa's Got a Brand New Bag | Lou Antonio            | Dawn Prestwich és Nicole Yorkin                                                 | 1996. szeptember 30. | 14,60 millió |
| 49.  | 4.  | Liver Let Die              | Adam Arkin             | Történet: Linda Klein és John Tinker Tévéjáték: John Tinker                     | 1996. október 7.     | 15,10 millió |
| 50.  | 5.  | Liar, Liar                 | Stephen Cragg          | Jennifer Levin                                                                  | 1996. október 14.    | 14,30 millió |
| 51.  | 6.  | Higher Powers              | Oz Scott               | David Amann                                                                     | 1996. október 21.    | 17,05 millió |
| 52.  | 7.  | A Time to Kill             | James Frawley          | Tim Kring                                                                       | 1996. november 4.    | 14,30 millió |
| 53.  | 8.  | A Day in the Life          | Bill D'Elia            | Sara B. Charno                                                                  | 1996. november 11.   | 14,40 millió |
| 54.  | 9.  | Divided Loyalty            | Michael Schultz        | Ian Biederman                                                                   | 1996. november 18.   | 14,40 millió |
| 55.  | 10. | V-Fibbing                  | Sandy Smolan           | Josh Reims                                                                      | 1996. november 25.   | 15,73 millió |
| 56.  | 11. | Mummy Dearest              | Martha Mitchell        | Dawn Prestwich és Nicole Yorkin                                                 | 1996. december 9.    | 14,70 millió |
| 57.  | 12. | Split Decisions            | Randall Zisk           | Jennifer Levin                                                                  | 1997. január 6.      | 14,81 millió |
| 58.  | 13. | Verdicts                   | James C. Hart          | David Amann                                                                     | 1997. január 13.     | 14,86 millió |
| 59.  | 14. | The Day of the Rope        | Stephen Cragg          | Peter Berg, Kevin Ward és John Tinker                                           | 1997. január 20.     | 15,17 millió |
| 60.  | 15. | Take My Wife, Please       | Lou Antonio            | Történet: Sara B. Charno és Josh Reims Tévéjáték: Tim Kring és Ian Biederman    | 1997. február 3.     | 14,63 millió |
| 61.  | 16. | Missed Conception          | Michael Pressman       | Marcelle Clements                                                               | 1997. február 10.    | 14,57 millió |
| 62.  | 17. | Mother, May I?             | Bill D'Elia            | Marcelle Clements                                                               | 1997. február 17.    | 13,85 millió |
| 63.  | 18. | Growing Pains              | Jim Charleston         | Sara B. Charno                                                                  | 1997. március 10.    | 13,91 millió |
| 64.  | 19. | The Son Also Rises         | James R. Bagdonas      | Tim Kring                                                                       | 1997. március 17.    | 14,73 millió |
| 65.  | 20. | Second Chances             | Jesus Salvador Trevino | Ian Biederman                                                                   | 1997. április 7.     | 14,85 millió |
| 66.  | 21. | Positive I.D.'s            | James C. Hart          | Jennifer Levin és David Amann                                                   | 1997. április 13.    | 13,86 millió |
| 67.  | 22. | Leggo My Ego               | Lou Antonio            | Történet: Josh Reims Tévéjáték: Sara B. Charno, Nicole Yorkin és Dawn Prestwich | 1997. április 21.    | 13,11 millió |
| 68.  | 23. | Colonel of Truth           | Peter Berg             | Történet: Jennifer Levin és Mary A. Byrd Tévéjáték: Tim Kring és Robert Burgos  | 1997. április 28.    | 14,81 millió |
| 69.  | 24. | Lamb to the Slaughter      | Bill D'Elia            | Történet: Zachary Martin és John Tinker Tévéjáték: Alicia Martin és John Tinker | 1997. május 5.       | 13,32 millió |
| 70.  | 25. | Love on the Rocks          | Stephen Cragg          | Történet: Josh Reims és Robert Burgos Tévéjáték: Ian Biederman és David Amann   | 1997. május 12.      | 15,35 millió |
| 71.  | 26. | Hope Against Hope          | Bill D'Elia            | Történet: Joe Blake és John Tinker Tévéjáték: Alicia Martin és John Tinker      | 1997. május 19.      | 14,32 millió |

## 4. évad (1997-1998)
| Sor. | Év. | Cím                                                           | Rendező                | Író                                                                          | Premier            | Nézettség    |
| ---- | --- | ------------------------------------------------------------- | ---------------------- | ---------------------------------------------------------------------------- | ------------------ | ------------ |
| 72.  | 1.  | Guns N' Roses                                                 | Bill D'Elia            | John Tinker                                                                  | 1997. október 1.   | 14,54 millió |
| 73.  | 2.  | The Incredible Adventures of Baron Von Munchausen... by Proxy | Stephen Cragg          | Tim Kring                                                                    | 1997. október 8.   | 11,58 millió |
| 74.  | 3.  | Brain Salad Surgery                                           | Bill D'Elia            | Dawn Prestwich és Nicole Yorkin                                              | 1997. október 15.  | 14,17 millió |
| 75.  | 4.  | Sympathy for the Devil                                        | Lou Antonio            | Jennifer Levin                                                               | 1997. október 22.  | 13,34 millió |
| 76.  | 5.  | ...And the Hand Played On                                     | James C. Hart          | Történet: Tim Kring, Dawn Prestwich és Nicole Yorkin Tévéjáték: Barbara Hall | 1997. október 29.  | 12,08 millió |
| 77.  | 6.  | The Lung and the Restless                                     | David Semel            | Ian Biederman és Barbara Hall                                                | 1997. november 5.  | 13,59 millió |
| 78.  | 7.  | White Trash                                                   | Jesús Salvador Treviño | Josh Reims                                                                   | 1997. november 12. | 12,92 millió |
| 79.  | 8.  | Winging It                                                    | Oz Scott               | Nicole Yorkin és Dawn Prestwich                                              | 1997. november 19. | 12,22 millió |
| 80.  | 9.  | Cabin Fever                                                   | Kristoffer Tabori      | Barbara Hall                                                                 | 1997. november 26. | 13,22 millió |
| 81.  | 10. | All in the Family                                             | Lou Antonio            | David Amann                                                                  | 1997. december 10. | 12,00 millió |
| 82.  | 11. | On Golden Pons                                                | James Bagdonas         | Ian Biederman                                                                | 1997. december 17. | 12,32 millió |
| 83.  | 12. | Broken Hearts                                                 | Sandy Smolan           | Joshua Stern                                                                 | 1998. január 7.    | 12,34 millió |
| 84.  | 13. | Memento Mori                                                  | Michael Schultz        | Tim Kring                                                                    | 1998. január 14.   | 13,44 millió |
| 85.  | 14. | Psychodrama                                                   | Patrick Norris         | Jennifer Levin                                                               | 1998. január 21.   | 10,87 millió |
| 86.  | 15. | The Ties That Bind                                            | John Heath             | Történet: Beth Glazer McLaughlin Tévéjáték: Dawn Prestwich és Nicole Yorkin  | 1998. február 4.   | 12,49 millió |
| 87.  | 16. | The Things We Do for Love                                     | Christine Lahti        | Lyla M. Oliver                                                               | 1998. március 4.   | 11,28 millió |
| 88.  | 17. | Liver, Hold the Mushrooms                                     | Kenny Ortega           | Remi Aubuchon és Josh Reims                                                  | 1998. március 11.  | 11,02 millió |
| 89.  | 18. | Waging Bull                                                   | Bill D'Elia            | Kerry Lenhart és John J. Sakmar                                              | 1998. március 18.  | 11,49 millió |
| 90.  | 19. | Objects are Closer Than They Appear                           | Frank DePalma          | David Amann                                                                  | 1998. március 25.  | 12,72 millió |
| 91.  | 20. | Deliverance                                                   | Rob Corn               | Nicole Yorkin és Dawn Prestwich                                              | 1998. április 1.   | 11,45 millió |
| 92.  | 21. | Bridge over Troubled Watters                                  | Patrick Norris         | Remi Aubuchon                                                                | 1998. április 8.   | 11,62 millió |
| 93.  | 22. | Risky Business: Part 1                                        | Martha Mitchell        | Lori Mozilo és Christine Ecklund                                             | 1998. április 29.  | 11,76 millió |
| 94.  | 23. | Absent Without Leave: Part 2                                  | James C. Hart          | David Yorkin                                                                 | 1998. május 6.     | 10,51 millió |
| 95.  | 24. | Physician, Heal Thyself                                       | Lou Antonio            | Történet: Barbara Hall és Ian Biederman Tévéjáték: Ian Biederman             | 1998. május 13.    | 12,68 millió |

## 5. évad (1998-1999)
| Sor. | Év. | Cím                            | Rendező          | Író                                                                         | Premier              | Nézettség    |
| ---- | --- | ------------------------------ | ---------------- | --------------------------------------------------------------------------- | -------------------- | ------------ |
| 96.  | 1.  | Sarindipity                    | Bill D'Elia      | Dawn Prestwich és Nicole Yorkin                                             | 1998. szeptember 30. | 13,42 millió |
| 97.  | 2.  | Austin Space                   | Stephen Cragg    | Jan Oxenberg                                                                | 1998. október 7.     | 10,20 millió |
| 98.  | 3.  | Wag the Doc                    | James C. Hart    | Ian Biederman                                                               | 1998. október 14.    | 11,30 millió |
| 99.  | 4.  | The Breast and the Brightest   | Martha Mitchell  | Barbara Hall                                                                | 1998. október 21.    | 10,41 millió |
| 100. | 5.  | One Hundred and One Damnations | Michael Pressman | Barbara Hall és John Tinker                                                 | 1998. október 28.    | 10,63 millió |
| 101. | 6.  | Viagra-Vated Assault           | Rob Corn         | Josh Reims                                                                  | 1998. november 4.    | 10,42 millió |
| 102. | 7.  | Austin, We Have a Problem      | Lou Antonio      | Remi Aubuchon                                                               | 1998. november 11.   | 10,27 millió |
| 103. | 8.  | The Other Cheek                | Bill D'Elia      | Ellen Herman                                                                | 1998. november 18.   | 9,63 millió  |
| 104. | 9.  | Tantric Turkey                 | John Heath       | David Yorkin                                                                | 1998. november 25.   | 11,45 millió |
| 105. | 10. | Gun with the Wind              | Sandy Smolan     | Linda Loiselle Guzik                                                        | 1998. december 9.    | 10,11 millió |
| 106. | 11. | McNeil and Pray                | James Bagdonas   | Stephen Beck                                                                | 1998. december 16.   | 10,00 millió |
| 107. | 12. | Adventures in Babysitting      | James C. Hart    | Ian Biederman                                                               | 1999. január 13.     | 10,30 millió |
| 108. | 13. | Karmic Relief                  | Adam Arkin       | Barbara Hall                                                                | 1999. január 20.     | 10,40 millió |
| 109. | 14. | Playing Through                | Kenny Ortega     | Történet: Beth Glazer McLaughlin Tévéjáték: Nicole Yorkin és Dawn Prestwich | 1999. február 3.     | 10,35 millió |
| 110. | 15. | Big Hand for the Little Lady   | Rob Corn         | Jan Oxenberg                                                                | 1999. február 10.    | 9,92 millió  |
| 111. | 16. | Home Is Where the Heartache Is | Oz Scott         | Josh Reims                                                                  | 1999. február 17.    | 9,16 millió  |
| 112. | 17. | A Goy and His Dog              | Richard Gershman | Remi Aubuchon                                                               | 1999. március 10.    | 9,59 millió  |
| 113. | 18. | Teacher's Pet                  | John Heath       | Ian Biederman                                                               | 1999. március 24.    | 8,45 millió  |
| 114. | 19. | Vanishing Acts                 | Michael Shultz   | Ellen Herman                                                                | 1999. március 31.    | 9,02 millió  |
| 115. | 20. | From Here to Maternity         | Mark Harmon      | Miriam Kazdin                                                               | 1999. április 14.    | 10,08 millió |
| 116. | 21. | And Baby Makes 10              | Martha Mitchell  | David T. Levinson                                                           | 1999. április 21.    | 9,47 millió  |
| 117. | 22. | Kiss of Death                  | James Bagdonas   | Ellen Herman                                                                | 1999. április 28.    | 9,53 millió  |
| 118. | 23. | The Heavens Can Wait           | Stephen Cragg    | Történet: Jan Oxenberg és Jim Proser Tévéjáték: Jan Oxenberg                | 1999. május 17.      | 11,72 millió |
| 119. | 24. | Curing Cancer                  | Bill D'Elia      | David E. Kelley                                                             | 1999. május 19.      | 11,17 millió |

## 6. évad (1999-2000)
| Sor. | Év. | Cím                                 | Rendező          | Író                                                                 | Premier              | Nézettség    |
| ---- | --- | ----------------------------------- | ---------------- | ------------------------------------------------------------------- | -------------------- | ------------ |
| 120. | 1.  | Team Play                           | Lou Antonio      | David E. Kelley                                                     | 1999. szeptember 23. | 11,43 millió |
| 121. | 2.  | Y'Gotta Have Heart                  | Michael Pressman | Gardner Stern                                                       | 1999. szeptember 30. | 10,96 millió |
| 122. | 3.  | Oh What a Piece of Work Is Man      | Oz Scott         | Marjorie David                                                      | 1999. október 7.     | 11,37 millió |
| 123. | 4.  | Vigilance and Care                  | Mel Damski       | Randy Anderson                                                      | 1999. október 14.    | 11,92 millió |
| 124. | 5.  | Humpty Dumpty                       | Peter Levin      | Linda McGibney                                                      | 1999. október 21.    | 12,20 millió |
| 125. | 6.  | Upstairs, Downstairs                | David Jones      | April Smith                                                         | 1999. október 28.    | 13,08 millió |
| 126. | 7.  | White Rabbit                        | Michael Schultz  | Mark Richard                                                        | 1999. november 11.   | 10,69 millió |
| 127. | 8.  | The Heart to Heart                  | Rob Corn         | Chris Mundy                                                         | 1999. november 18.   | 9,67 millió  |
| 128. | 9.  | The Golden Hour                     | John Tewkesbury  | Linda McGibney                                                      | 1999. december 9.    | 8,84 millió  |
| 129. | 10. | Hanlon's Choice                     | Steve Gomer      | Marjorie David                                                      | 2000. január 6.      | 10,62 millió |
| 130. | 11. | Faith, Hope & Surgery               | Adam Arkin       | Gardner Stern                                                       | 2000. január 13.     | 7,67 millió  |
| 131. | 12. | Letting Go                          | Tony Bill        | April Smith                                                         | 2000. január 20.     | 9,59 millió  |
| 132. | 13. | Boys Will Be Girls                  | John Heath       | Linda McGibney                                                      | 2000. február 3.     | 9,96 millió  |
| 133. | 14. | Gray Matters                        | Lou Antonio      | Chris Munday                                                        | 2000. február 10.    | 8,04 millió  |
| 134. | 15. | Painful Cuts                        | Peter Medak      | Mark Richard                                                        | 2000. február 17.    | 8,41 millió  |
| 135. | 16. | Simon Sez                           | Jay Tobias       | Susan Corscuna                                                      | 2000. február 24.    | 8,62 millió  |
| 136. | 17. | Cold Hearts                         | Robert Berlinger | Howard Chesley                                                      | 2000. március 30.    | 7,73 millió  |
| 137. | 18. | Devoted Attachment                  | Jerry Levine     | Henry Bromell és Gardner Stern                                      | 2000. április 6.     | 8,57 millió  |
| 138. | 19. | Miller Time                         | Michael Pressman | Történet: Henry Bromell és Gardner Stern Tévéjáték: David E. Kelley | 2000. április 13.    | 8,36 millió  |
| 139. | 20. | Thoughts of You                     | Bill D'Elia      | Történet: Henry Bromell Tévéjáték: Linda McGibney és April Smith    | 2000. április 20.    | 7,81 millió  |
| 140. | 21. | Everybody's Special at Chicago Hope | Mark Harmon      | Marjorie David                                                      | 2000. április 27.    | 8,51 millió  |
| 141. | 22. | Have I Got a Deal For You           | Rob Corn         | Marjorie David és Chris Mundy                                       | 2000. május 4.       | 7,53 millió  |